# Charbel Nahas

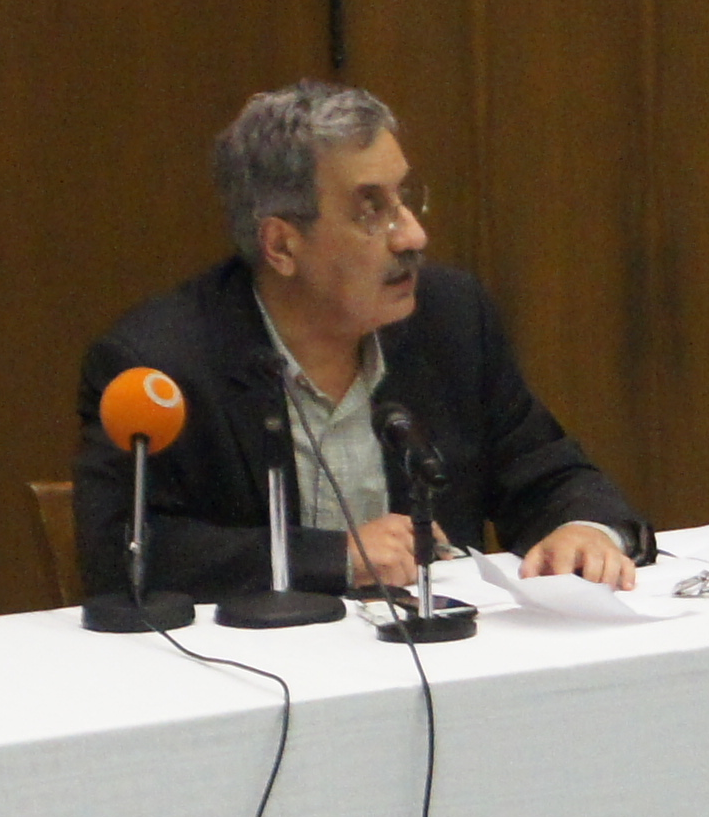
Charbel Nahas (2012)

Charbel Nahas (arabisch شربل نحاس, DMG Šarbil Naḥās; * 16. August 1954 in Beirut, Libanon) ist ein libanesischer Politiker. Er ist einer der Gründer der Bewegung muwāṭinīn wa-muwāṭināt fī dawla ("Bürger und Bürgerinnen in einem Staat") und deren Generalsekretär. Er war Minister für Arbeit und Soziales im Kabinett von Najib Mikati. Er ist zudem ehemaliger Minister für Telekommunikation im Kabinett von Saad Hariri von November 2009 bis Juni 2011.

## Leben
Charbel Nahas graduierte an der École polytechnique und der École Nationale des Ponts et Chaussées in Paris in den Jahren 1967 und 1978. Er erhielt seinen Doktorgrad in Sozialanthropologie von der École des Hautes Études en Sciences Sociales im Jahr 1980. Darauf war er für zwölf Jahre Leiter der Bauingenieurabteilung an der Libanesischen Universität.
Nahas ist ein Wirtschaftswissenschaftler und arbeitete und publizierte viel zu Themen der libanesischen Ökonomie. Er beriet auch mehrere libanesische und internationale Organisationen wie die Weltbank oder die Vereinten Nationen.
Er gehört der Maronitischen Kirche an.

## Werke
Charbel Nahas’ Werke basierten auf dem politischen und wirtschaftlichen System Libanons. Einige seiner Werke sind:
- Financing and Political Economy of Higher Education in Lebanon (Finanzierung und politische Wirtschaft der höheren Studien im Libanon) – eine Studie unterstützt von einem Wirtschaftsforschungs-Forum[6]
- Syria: Fiscal Policy Perspectives (Syrien: Finanzpolitische Perspektiven)[7]
- The Maronite Church and the Economic Question (Die Maronitische Kirche und die wirtschaftliche Frage)[8]
- The Economic Stakes of the Euro-Lebanese Partnership (Die wirtschaftlichen Beteiligungen der Euro-Libanesischen Partnerschaft)[9]